# Assí Gonià

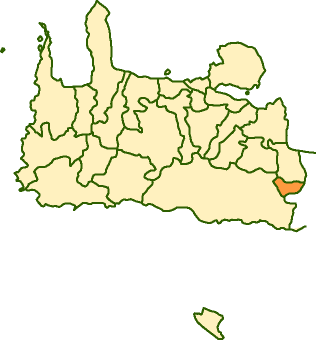
La comunitat d'Assí Gonià a la prefectura de Khanià

Assí Gonià (grec Ασή Γωνιά AFI [a'si go'ɲa], normalment transcrit com Asi Gonia) és una petitat comunitat de vora 600 habitants a l'interior de l'illa grega de Creta, a la prefectura de Khanià.
Georgios Psikhundakis, membre de la resistència a l'ocupació alemanya i escriptor, va néixer aquí.